# Raión de Vierhniadzvinsk
Vierhniadzvinsk (en bielorruso: Верхнедвинский район) es un raión o distrito de Bielorrusia, en la provincia (óblast) de Minsk. 
Comprende una superficie de 2 140 km².
El centro administrativo es la ciudad de Vierhniadzvinsk.

## Demografía
Según estimación 2010 contaba con una población total de 24 675 habitantes.